# Emmy Rothziegel
Emmy Rothziegel (geboren am 14. Februar 1897 in Wien; gestorben 26. Februar 1972 in Tucson) war eine österreichische Kunsthandwerkerin und Malerin.

## Leben und Werk
Emilie Friederike Rothziegel war die Tochter von Alice Rothziegel, geborene Fuchs, und dem Chemiker Hermann Rothziegel. Der Vater war Direktor der Atzgersdorfer Druckfabrik. Ihre ältere Schwester Anna Rothziegel war ebenfalls Künstlerin. Die Schwestern gehörten zur Wiener Jugendbewegung.
Sie besuchte einen Zeichenkurs bei Emma Schlangenhausen und danach den Jugendkurs von Franz Čižek. Zwischen 1912 und 1914 hospitierte Rothziegel an der Kunstgewerbeschule Wien bei Adolf Boehm (Naturstudium) und im Sonderkurs Aktzeichnen bei Alfred Roller. Der Hinweis „Besucht 14/15 Gartenbauschule Grinzing“ befindet sich auf der letzten Nationale. Nach familiärer Überlieferung besuchte sie die Akademie der Bildenden Künste München.
Die Künstlerin arbeitete für die Wiener Werkstätte (WW). Sie überließ im Jahr 1915 Holz-Perlenketten als Kommissionsware. Sie entwarf Anhänger und Broschen aus Silber mit Email- und Elfenbeindekor sowie Silhouettenbilder und Wachsarbeiten als Schmuck und Dekorobjekte.
Emmy Rothziegel heiratete 1922 Alfred Bondy (1897–1972). Das Paar siedelte nach Zagreb über, wo Bondy eine Textilfabrik leitete. Im Jahr 1923 wurde der Sohn Michael und 1926 die Tochter Eva geboren. Die Familie emigrierte 1940 in die USA. Bis zur Scheidung 1970 lebte Rothziegel-Bondy in New York.

## Werke (Auswahl)
- 1916: Wachsbild, Modellnummer: E 0604[4][5]
- 1916: „Schachtel“ oval, Modellnummer: E 0553[6]
- 1917: „Holzkassette“ mit Silhouettenmotiv, Modellnummer: E 0727[7]

## Ausstellungen
- 1917: Österrikiska Konstutställningen, Stockholm[2]

Posthum
- 2021: „Die Frauen der Wiener Werkstätte“, MAK Wien